# Dinangourou
Dinangourou is een gemeente (commune) in de regio Mopti in Mali. De gemeente telt 33.000 inwoners (2009).
De gemeente bestaat uit de volgende plaatsen:
- Akoumbouro
- Bangadiè
- Dinangourou
- Douari
- Gangafani
- Guésséré
- Guimini
- Kassawan
- Koba
- Omo
- Sari
- Tonou
- Yeremdourou